# Cryptobates
Cryptobates is een geslacht van halfvleugeligen uit de familie van de Gerridae (Schaatsenrijders). Het geslacht werd voor het eerst wetenschappelijk beschreven door Esaki in 1929.

## Soorten
Het genus bevat de volgende soorten:

- Cryptobates raja (Distant, 1910)
- Cryptobates rufus J. & D. Polhemus, 1995